# Kokubunji (Tóquio)
Kokubunji (国分寺市 -shi) é uma cidade japonesa localizada na província de Tóquio.
Em 2003, a cidade tinha uma população estimada em 115 459 habitantes e uma densidade populacional de 10 057,40 h/km². Tem uma área total de 11,48 km².
Recebeu o estatuto de cidade a 3 de Novembro de 1964.